# Walter Boyce
Walter Boyce (rođen 29. listopada 1946.) je kanadski umirovljeni reli-vozač.
Nastupao je na utrkama svjetskog prvenstva u reliju 1970-ih. Ubilježio je jednu pobjedu u sezoni 1973. na utrci Press-on-Regardless Reli u SAD-u, dok je u sezoni 1974. završio treći na utrci Reli Rideau Lakes koje je održan u Kanadi. Ukupno je tijekom karijere nastupio na šest utrka svjetskog prvenstava u reliju. Walter Boyce bio je pet puta prvak Kanade u reliju (1970-1974). 